# Дерри (район)
Де́рри (англ. Derry City) — район, существовавший до 1 апреля 2015 года в графстве Лондондерри, главное управление которого было расположено в городе Дерри.
Название район получил в 1984 году; до этого, с 1973 года, он назывался Londonderry City Council, ещё раньше, с 1969, он был поделён на два района: Londonderry County Borough, сам город, и Londonderry Rural District, его окрестности.
В 2011 году предлагалось объединить район с районом Страбан, однако в июне 2010 года Кабинет министров Северной Ирландии сообщил, что не может согласиться с реформой местного самоуправления и существующая система районов останется прежней в обозримом будущем.
С 1 апреля 2015 года объединен с районом Страбан в район Дерри-энд-Страбан.